# Calamocarro-Benzú
Das FFH-Gebiet und europäische Vogelschutzgebiet Calamocarro-Benzú liegt im Nordwesten der spanischen Exklave Ceuta unmittelbar an der Grenze zu Marokko. Trotz der geographischen Lage auf dem afrikanischen Kontinent gehört das Gebiet zum europäischen Schutzgebiets-Netz Natura 2000. 
Das etwa 6 km² große Schutzgebiet umfasst die Nordküste bei Benzú und das Hinterland bis zur Kaserne García Aldave. Das Gebiet hat durch die Lage an der Straße von Gibraltar eine große Bedeutung für Zugvögel. Außerdem kommen im Gebiet zahlreiche Lebensraumtypen nach Anhang I der FFH-Richtlinie mit vielen endemischen Arten vor.

## Schutzzweck
Folgende Lebensraumtypen nach Anhang I der FFH-Richtlinie sind für das Gebiet gemeldet:
| EU Code | * | Lebensraumtyp (offizielle Bezeichnung)                                                                  | Fläche [ha] |
| ------- | - | --- | ----------- |
| 1210    |   | Einjährige Spülsäume                                                                                    | 6,0         |
| 1230    |   | Atlantik-Felsküsten und Ostsee-Fels- und Steil-Küsten mit Vegetation                                    | 6,0         |
| 4030    |   | Trockene europäische Heiden                                                                             | 48,1        |
| 5330    |   | Thermo-mediterrane Gebüschformationen und Vorwüsten (sonstige Gesellschaften)                           | 174,5       |
| 6110    | * | Lückige basophile oder Kalk-Pionierrasen (Alysso-Sedion albi)                                           | 6,0         |
| 6430    |   | Feuchte Hochstaudenfluren der planaren und montanen bis alpinen Stufe                                   | 12,0        |
| 7220    | * | Kalktuffquellen (Cratoneurion)                                                                          | 6,0         |
| 8210    |   | Kalkfelsen mit Felsspaltenvegetation                                                                    | 12,0        |
| 8220    |   | Silikatfelsen mit Felsspaltenvegetation                                                                 | 6,0         |
| 92A0    |   | Galeriewald mit Salix alba und Populus alba                                                             | 6,0         |
| 92D0    |   | Mediterrane Galeriewälder und flussbegleitende Gebüsche (Nerio-Tamaricetea und Securinegion tinctoriae) | 12,0        |
| 9330    |   | Wälder mit Quercus suber                                                                                | 24,1        |
| 9540    |   | Mediterrane Pinienwälder mit endemischen Kiefern                                                        | 90,3        |

### Arteninventar
Folgende Arten von gemeinschaftlichem Interesse kommen im Gebiet vor:
| Bild | EU Code | * | Art                       | wissenschaftlicher Name   | Artengruppe |
| ---- | ------- | - | ------------------------- | ------------------------- | ----------- |
|      | 1088    |   | Großer Eichenbock         | Cerambyx cerdo            | Käfer       |
|      | 1221    |   | Maurische Bachschildkröte | Mauremys leprosa          | Reptilien   |
|      | 1310    |   | Langflügelfledermaus      | Miniopterus schreibersi   | Säugetiere  |
|      | 1307    |   | Kleines Mausohr           | Myotis blythii            | Säugetiere  |
|      | 1316    |   | Langfußfledermaus         | Myotis capaccinii         | Säugetiere  |
|      | 1306    |   | Blasius-Hufeisennase      | Rhinolophus blasii        | Säugetiere  |
|      | 1305    |   | Mittelmeer-Hufeisennase   | Rhinolophus euryale       | Säugetiere  |
|      | 1304    |   | Große Hufeisennase        | Rhinolophus ferrumequinum | Säugetiere  |
|      | 1303    |   | Kleine Hufeisennase       | Rhinolophus hipposideros  | Säugetiere  |
|      | 1302    |   | Meheley-Hufeisennase      | Rhinolophus mehelyi       | Säugetiere  |
|      | 1219    |   | Maurische Landschildkröte | Testudo graeca            | Reptilien   |

Folgende Vogelarten des Anhangs I der Vogelschutzrichtlinie sind für das Gebiet gemeldet:
| Bild              | Anhang I | EU Code | Art               | wissenschaftlicher Name   |
| ----------------- | -------- | ------- | ----------------- | ------------------------- |
| Eisvogel          | *        | A229    | Eisvogel          | Alcedo atthis             |
| Felsenhuhn        | *        | A111    | Felsenhuhn        | Alectoris barbara         |
| Brachpieper       | *        | A255    | Brachpieper       | Anthus campestris         |
| Purpurreiher      | *        | A029    | Purpurreiher      | Ardea purpurea            |
| Adlerbussard      | *        | A403    | Adlerbussard      | Buteo rufinus             |
| Kurzzehenlerche   | *        | A243    | Kurzzehenlerche   | Calandrella brachydactyla |
| Sepiasturmtaucher | *        | A010    | Sepiasturmtaucher | Calonectris diomedea      |
| Ziegenmelker      | *        | A224    | Ziegenmelker      | Caprimulgus europaeus     |
| Seeregenpfeifer   | *        | A138    | Seeregenpfeifer   | Charadrius alexandrinus   |
| Weißstorch        | *        | A031    | Weißstorch        | Ciconia ciconia           |
| Schwarzstorch     | *        | A030    | Schwarzstorch     | Ciconia nigra             |
| Schlangenadler    | *        | A080    | Schlangenadler    | Circaetus gallicus        |
| Rohrweihe         | *        | A081    | Rohrweihe         | Circus aeruginosus        |
| Kornweihe         | *        | A082    | Kornweihe         | Circus cyaneus            |
| Wiesenweihe       | *        | A084    | Wiesenweihe       | Circus pygargus           |
| Blauracke         | *        | A231    | Blauracke         | Coracias garrulus         |
| Seidenreiher      | *        | A026    | Seidenreiher      | Egretta garzetta          |
| Ortolan           | *        | A379    | Ortolan           | Emberiza hortulana        |
| Lannerfalke       | *        | A101    | Lannerfalke       | Falco biarmicus           |
| Merlin            | *        | A098    | Merlin            | Falco columbarius         |
| Eleonorenfalke    | *        | A100    | Eleonorenfalke    | Falco eleonorae           |
| Rötelfalke        | *        | A095    | Rötelfalke        | Falco naumanni            |
| Wanderfalke       | *        | A103    | Wanderfalke       | Falco peregrinus          |
| Theklalerche      | *        | A245    | Theklalerche      | Galerida theklae          |
| Gänsegeier        | *        | A078    | Gänsegeier        | Gyps fulvus               |
| Habichtsadler     | *        | A093    | Habichtsadler     | Hieraaetus fasciatus      |
| Zwergadler        | *        | A092    | Zwergadler        | Hieraaetus pennatus       |
| Sturmschwalbe     | *        | A014    | Sturmschwalbe     | Hydrobates pelagicus      |
| Zwergdommel       | *        | A022    | Zwergdommel       | Ixobrychus minutus        |
| Heidelerche       | *        | A246    | Heidelerche       | Lullula arborea           |
| Blaukehlchen      | *        | A272    | Blaukehlchen      | Luscinia svecica          |
| Kalanderlerche    | *        | A242    | Kalanderlerche    | Melanocorypha calandra    |
| Schwarzmilan      | *        | A073    | Schwarzmilan      | Milvus migrans            |
| Rotmilan          | *        | A074    | Rotmilan          | Milvus milvus             |
| Nachtreiher       | *        | A023    | Nachtreiher       | Nycticorax nycticorax     |
| Wespenbussard     | *        | A072    | Wespenbussard     | Pernis apivorus           |
| Purpurhuhn        | *        | A124    | Purpurhuhn        | Porphyrio porphyrio       |
| Brandseeschwalbe  | *        | A191    | Brandseeschwalbe  | Sterna sandvicensis       |
| Provencegrasmücke | *        | A302    | Provencegrasmücke | Sylvia undata             |

Darüber hinaus sind zahlreiche europäische Zugvogelarten nach Art. 4 Abs. 2 gemeldet, die hier nicht einzeln aufgeführt werden.